# いすゞ・4XE1
4XE1（よんエックスイー ワン）は1986年にいすゞ自動車が開発した1,588cc直列4気筒DOHCガソリンエンジンである。

## 概要
開発のベースとなったのは薄肉鋳鉄ディープスカートシリンダーブロックとアルミニウムシリンダーを有する4X系エンジン、内径77mm×行程79mmで1,471ccSOHCの4XC1で、DOHC4バルブ化したシリンダーヘッド部分をロータスが設計し、内径を77mmから80mmに変更して1,588ccへ拡大した構造となっている。四輪市販車用ガソリンエンジンでは日本初のクーリング機構付きピストンを採用し、また電子制御二段階バルブ制御弁を用いた可変吸気コントロール機構を備えている。エンジン本体以外でも、4XE1に使用されている燃料噴射装置（インジェクター）は6孔式であり、燃焼効率を極限まで高めている。
製造は、いすゞ自動車北海道工場。
後に補機ベルトをサーペンタイン化し、行程を90mmに延伸して1,809ccに拡大され出力150PSとして開発された4XF1が最終型ピアッツァ（JT221、通称JTピアッツァ）に搭載され、さらに行程を伸ばしてゼネラルモーターズの小型戦略車サターン1.9Lエンジンの開発ベースとなった。

## 4XE1

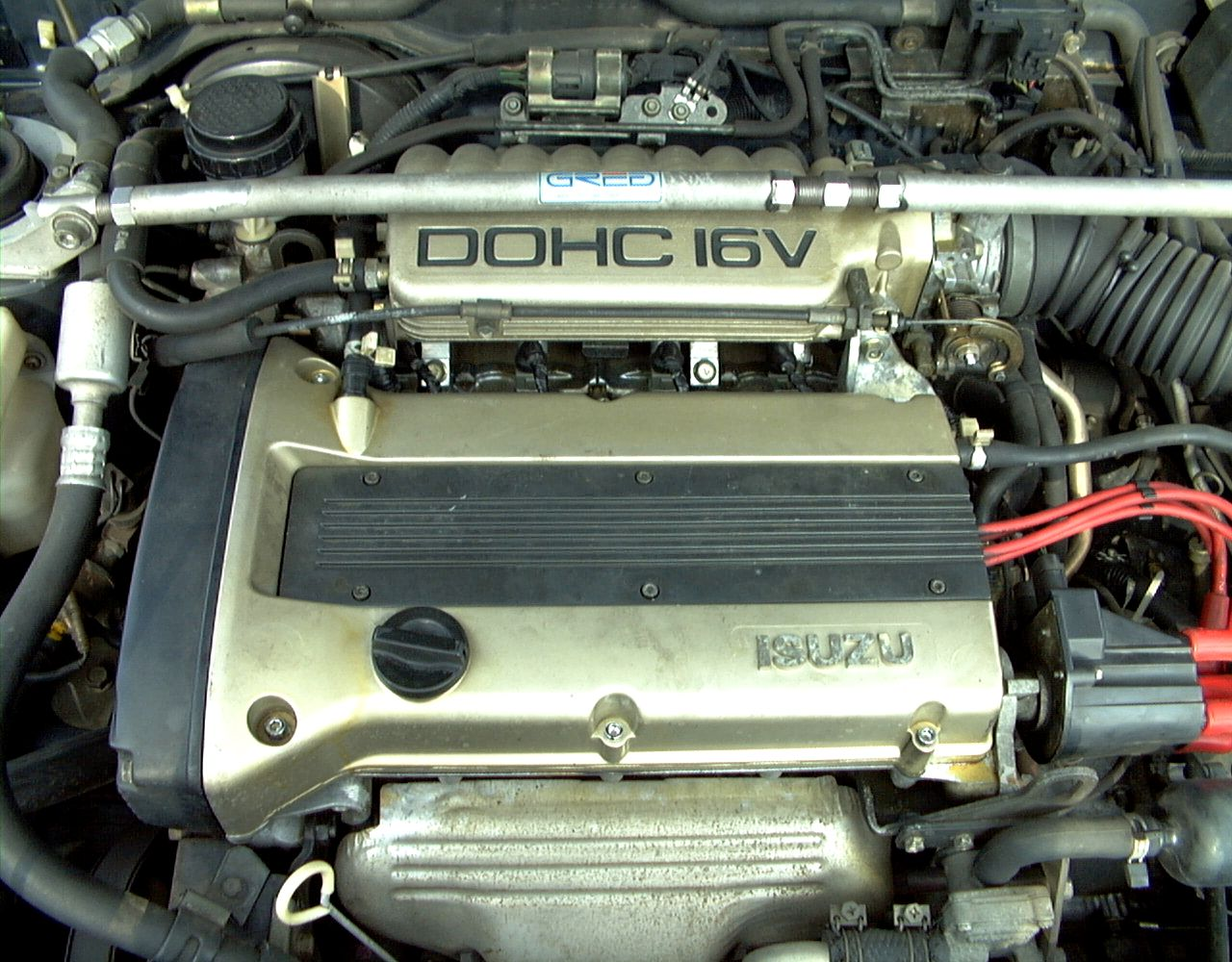
4XE1エンジン（2代目ジェミニJT190に搭載された状態）

1988年2月JT190型二代目ジェミニZZハンドリング・バイ・ロータスに搭載されたのが市販車としてのデビューとなった。鋳造ピストン。ハイドローリックタペット。後に二代目ロータス・エランに搭載された。
- 内径×行程：80mm×79mm
- 排気量：1,588cc[1]
- 出力：130hp/7,200rpm[1]　トルク：14.5kgm/4,200rpm[1]（二代目ロータス・エラン）
- レギュラーガソリン仕様

## 4XE1-W
JT191F型三代目ジェミニに搭載される際に最高出力が増強され、可変バルブタイミング機構の付かない自然吸気の1.6Lエンジンとしてしばらくの間市販車最高出力の座を維持した。DOHC、16バルブ、可変吸気システム、鋳造ピストン。ソリッドタペットが採用された。
- 内径×行程：80mm×79mm
- 排気量：1,588cc
- 出力：140PS/7,200rpm トルク：14.5kgm/5,600rpm (JT191F ジェミニ)
- レギュラーガソリン仕様

## 4XE1-WT
JT191S型三代目ジェミニイルムシャーRに搭載された。一般的には4XE1-Tとされる。DOHCインタークーラーターボ（IHI製RHB52）、16バルブ、可変慣性吸気システム、溶融鍛造アルミニウムピストン、オイルジェット付きピストンクーリングシステム、鍛造コネクティングロッド、タフトライド処理鍛造クランクシャフト、レアメタルベアリング、ステンレス鋼製エキゾーストシステム、空冷式オイルクーラーを標準装備するなど特記すべき点が多々あり、当時の同一排気量車では最高出力であった。
- 内径×行程：80mm×79mm
- 排気量：1,588cc[1]
- 出力：180PS/6,600rpm トルク：21.2kgm/4,800rpm (JT191S ジェミニ)、出力：165hp/6,600rpm[1] トルク：20.4kgm/4,200rpm[1]（二代目ロータス・エランSE）
- プレミアムガソリン仕様

## レース歴
1991年の発表と同時にレースに参加し国内での輝かしい成績を納めた。
- 1991年　全日本ラリー選手権（Bクラス）

イベント名　日程 成績
DCCSウインターラリー　2月2日～2月3日 優勝
ウインターラリーイン旭川'91　2月23日～2月24日 5位、6位
'91ACKSPRINGラリー　4月20日～4月21日 2位、3位
ツールド朗国　5月18日～5月19日 優勝、2位、3位
'91広島カップラリースピリット　6月1日～6月2日 優勝
'91ノースアタックラリー　7月6日～7月7日 優勝、2位、4位
ひえつき'91夏　7月27日～7月28日  6位
モントレー'91　9月15日～9月16日  4位
関西ラリー　10月12日～10月13日 3位、6位
- 1991年　N1耐久・ラウンドシリーズ（2クラス）

イベント名 日程 成績
ハイランド300kmレース　4月28日～4月29日 優勝、4位
富士ツーリングカー6時間レース　6月1日～6月2日 2位、3位、6位
筑波ナイター9時間耐久レース　8月10日～8月12日 2位、3位、5位
ベストドライバーズNl耐久レース　9月21日～9月22日 優勝、3位
SUGO N1 500kmレース　11月22日～11月23日 優勝

## 搭載車種
- いすゞ
  - ジェミニ
  - PAネロ
- ロータス
  - エラン（2代目）
- GM
  - ジオ・ストーム（1990年-1993年）